# Tito Ortiz
Jacob Christopher "Tito" Ortiz (nascut el 23 de gener de 1975) és un lluitador professional nord-americà d'arts marcials mixtes a l'empresa Bellator MMA. Va tenir una remarcable carrera a l'empresa Ultimate Fighting Championship, on va arribar a ser campió de pes semi-pesant. És considerat una de les primeres estrelles d'aquest esport.
Dirigeix un negoci de roba i equipament per a AMM anomenat "Punishment Athletics MMA". A més posseeix un gimnàs d'entrenament de AMM anomenat "Punishment Training Center" a la seva localitat natal a Huntington Beach, Califòrnia.